# 丽江黄耆
丽江黄耆（学名：Astragalus camptodontus var. lichiangensis）为豆科黄耆属下的一个变种。

## 扩展阅读
- 維基物種上的相關：丽江黄耆